# District de Jianggan
Le district de Jianggan (江干区 ; pinyin : Jiānggān Qū) est une subdivision administrative de la province du Zhejiang en Chine. Il est placé sous la juridiction de la ville sous-provinciale de Hangzhou.